# Crna roda
Crna roda (lat. Ciconia nigra) je pored bijele rode (Ciconia ciconia) jedina vrsta iz porodice roda (Ciconiidae) koja se gnijezdi u Europi.
Neznantno je manja od bijele rode. Glava, vrat, gornji dio tijela i prsiju im pokriva crno perje s metalnim, ovisno o kutu svjetla zelenkastim, purpurnim ili čak bakrenastim odsjajem. Samo prsa, trbuh, donji dio krila neposredno uz tijelo i donji dio repa su im bijeli. Kljun ovih roda je dugačak i kod ženki ravan, dok se kljun mužjaka čini neznatno savijen uvis. U vrijeme parenja svadbeno ruho odrasle ptice su živo crveni kljun i noge, koje su inače smećkaste do zagasito tamno crvene. Na svojim dugim nogama ima plivače kožice, kao i bijela roda. 
Plaha je, i nikada ne živi u koloniji. Hrani se ribama, raznim vodozemcima (žabe), kukcima, i sitnim sisavcima. Na jajima sjede oba roditelja i brinu o mladima. Prilično je rijetka. U Hrvatskoj je rasprostranjena u šumama hrasta lužnjaka središnje i istočne Hrvatske.
Populacije koje žive u Europi su selice (iznimka su većina populacija koje žive na Pirenejskom poluotoku), dok su populacije koje žive u južnim dijelovima Afrike stanarice.

## Vanjske poveznice
- Slika  Arhivirana inačica izvorne stranice od 29. srpnja 2007. (Wayback Machine)

|  | Zajednički poslužitelj ima stranicu o temi Crna roda |
|  | Wikivrste imaju podatke o taksonu Crnoj rodi         |